# 존 포스터
존 포스터(Jon Foster, 1984년 8월 3일 - )는 미국의 배우, 음악가이다. 매사추세츠주 보스턴에서 식당, 볼링장, 나이트 클럽을 소유한 질리언과 스티븐 포스터의 아들로 태어났다. 아버지쪽 할머니가 1923년 포그롬 때 소련에서 미국으로 탈출한 유대인이다. 형 벤 포스터도 배우이다.

## 출연 작품

### 영화
- D-13 (2000)
- 라이프 애즈 어 하우스 (2001)
- 터미네이터 3 - 라이즈 오브 더 머신 (2003)
- 킴 베신져의 바람난 가족 (2004)
- 스테이 얼라이브 (2006)
- The Mysteries of Pittsburgh (2008)
- 텐더니스 (2009)
- 인포머스 (2009)
- 브라더후드 (2010, Brotherhood)
- 램파트 (2011)
- 미스터 존스 (2013)
- Poor Boy (2016)

### 텔레비전
- 저징 에이미 (2000)
- Life as We Know It (2004-05)
- 윈드폴 (2006)
- Accidentally on Purpose (2009-10)
- 슈츠: 두 변호사 (2013)
- 9-1-1: 론 스타 (2020)